# First Love (film, 2010)
Pour les articles homonymes, voir First Love.
Pour plus de détails, voir Fiche technique et Distribution.
First Love (สิ่งเล็กเล็ก ที่เรียกว่า...รัก, Sing lek lek tee reak wa... rak) est un film thaïlandais romantique réalisé par Puttipong Pormsaka Na-Sakonnakorn et Wasin Pokpong, sorti en 2010.

## Synopsis
Nam, une jeune fille de 14 ans d'apparence pas très jolie, tombe amoureuse (comme de nombreuses filles) du beau gosse de l'école, Shone, un élève de 17 ans sympathique et gentil. Nam suit les conseils du livre Nine recipes of love (Neuf méthodes pour séduire un garçon), puis elle s'inscrit au club Théâtre de l'école pour y côtoyer P'Shone et elle se métamorphose en ...

## Fiche technique
- Titre : First Love

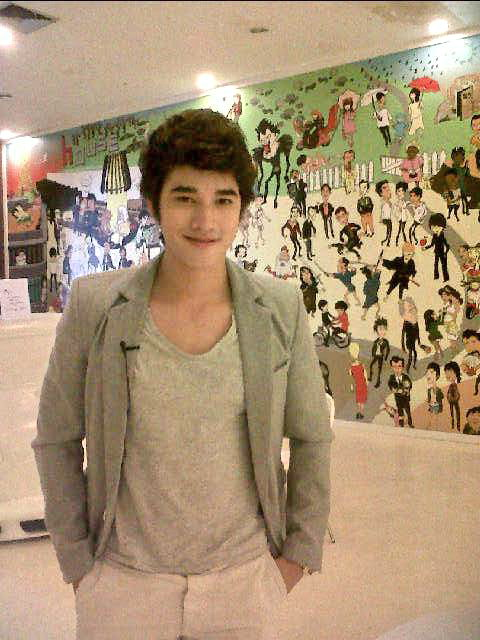
Mario Maurer après une interview pour "First Love" en 2010

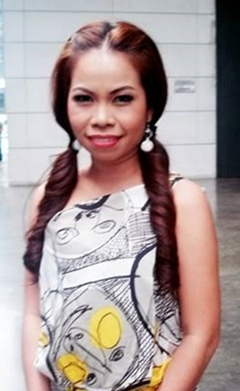
Sudarat Butrprom (bien connue sous le surnom de Tukky) le 18 mai 2009

- Titre original : สิ่งเล็กเล็ก ที่เรียกว่า...รัก (Sing lek lek tee reak wa... rak)
- Titre anglais : A Little Thing Called Love / Crasy Little Thing Called Love
- Réalisation : Puttipong Pormsaka Na-Sakonnakorn, Wasin Pokpong
- Scénario : Puttipong Pormsaka Na-Sakonnakorn, Voraluk Klasukon
- Société de distribution : Sahamongkol Film International[2]
- Pays : Thaïlande
- Genre : Comédie, école, romance
- Durée : 118 minutes
- Date de sortie : 12 août 2010 en Thaïlande[3]

## Distribution[4]
- Pimchanok Luexisadpaibul (Leuwisetpaiboon) ( พิมพ์ชนก ลือวิเศษไพบูลย์ / ใบเฟิร์น)  : Nam
- Mario Maurer  : Shone
- Sudarat Butrprom (célèbre sous le surnom de Tukky) (สุดารัตน์ บุตรพรม /  ตุ๊กกี้) : professeure Inn, professeure d'anglais de la classe de Nam
- Peerawat Herapath (พีรวัชร์ เหราบัตย์ / Tangi Namonto) : professeur Pon, professeur d'Education Physique et Sportive et entraîneur de l'équipe de football
- Pijitra Siriwerapan (พิจิตตรา สิริเวชชะพันธ์) : professeure Orn, du club de danse de l'école
- Acharanat Ariyaritwikol (อัครณัฐ อริยฤทธิ์วิกุล) : Top